# Басти (Уттар-Прадеш)
Ба́сти (англ. Basti, хинди बस्ती) — город на севере Индии, в штате Уттар-Прадеш, административный центр одноимённого округа.

## География
Город находится на северо-востоке центральной части Уттар-Прадеша, на левом берегу реки Кувана (приток реки Гхагхры), на высоте 77 метров над уровнем моря.
Басти расположен на расстоянии приблизительно 165 километров к востоку от Лакхнау, административного центра штата и на расстоянии 570 километров к востоку-юго-востоку от Нью-Дели, столицы страны.

## Демография
По данным официальной переписи 2011 года численность населения города составляла 114 651 человека, из которых мужчины составляли 52,4 %, женщины — соответственно 47,6 %. Уровень грамотности взрослого населения составлял 76 %. Уровень грамотности среди мужчин составлял 80,6 %, среди женщин — 70,8 %. 11 % населения составляли дети до 6 лет.
Динамика численности населения города по годам:
| 1991   | 2001    | 2011    |
| ------ | ------- | ------- |
| 87 371 | 106 985 | 114 651 |

## Экономика и транспорт
Город является сельскохозяйственным, торговым и промышленным центром. В его окрестностях выращивают зерновые культуры, сахарный тростник и некоторые другие виды сельскохозяйственных растений.

Сообщение Басти с другими городами Индии осуществляется посредством железнодорожного (Горакхдхам Экспресс) и автомобильного транспорта. Ближайший аэропорт расположен в городе Акбарпур.